# Richard Franklin (aktor)
Richard Kimber Franklin (ur. 15 stycznia 1936 w Londynie, zm. 24 grudnia 2023) – brytyjski aktor oraz polityk.
Dwukrotnie występował w operze mydlanej: w 1969 roku, przez kilka miesięcy w Crossroads jako Joe Townsend oraz w latach 1988-1989 w Emmerdale jako Dennis Rigg.
Najbardziej znany jest z roli kapitana Mike'a Yatersa z brytyjskiego serialu science-fiction pt. Doktor Who, w którego wcielał się w latach 1971-1974. Dwukrotnie powrócił gościnnie do serialu: w 1983 w historii The Five Doctors oraz w 1993 w historii Dimensions in Time.

## Filmografia
Źródło:

### Filmy
| Rok  | Nazwa filmu              | Rola           | Uwagi                |
| ---- | ------------------------ | -------------- | -------------------- |
| 1967 | The Fiction Makers       | straż          |                      |
| 1984 | Waving to a Train        | młody Richard  | film telewizyjny     |
| 2004 | Feedback                 | pan Montague   |                      |
| 2008 | Chemical Wedding         | Dean           |                      |
| 2009 | The First Days of Spring | Elder Ethan    |                      |
| 2010 | The Crossing             |                | film krótkometrażowy |
| 2012 | The Hindsight Bias       |                | film krótkometrażowy |
| 2013 | Twilight of the Gods     | Richard Wagner |                      |

### Seriale
| Rok                   | Nazwa serialu          | Rola                  | Uwagi                                |
| --------------------- | ---------------------- | --------------------- | ------------------------------------ |
| 1964                  | Crossroads             | Joe Townsend          |                                      |
| 1966                  | Dixon of Dock Green    | operator PBX          | odc. "Fire, Sleet and Candlelight"   |
| 1968                  | Swiety                 | straż / fotograf      | 2 odcinki                            |
| 1970                  | Little Women           | Scott                 | miniserial; niewymieniony w czołówce |
| 1971                  | From a Bird's Eye View | posterunkowy          | odc. "Family Tree"                   |
| 1971-1974; 1983; 1993 | Doktor Who             | kapitan Mike Yates    | 43 odcinki                           |
| 1973                  | The Pathfinders        | porucznik Bundy       | odc. "Operation Pickpocket"          |
| 1980                  | Blake's 7              | policjant federacyjny | odc. "Aftermath"                     |
| 1988-1989             | Emmerdale              | Denis Rigg            | 36 odcinków                          |
| 1993                  | Harry                  | radca prawny          | 11. odcinek z 1. sezonu              |
| 1997                  | Heartbeat              | doktor                | odc. "Fool for Love"                 |